# Identificador de ubicación de la Administración Federal de Aviación
El identificador de ubicación de la Administración Federal de Aviación (FAA LID) es un código asignado que se utiliza para simplificar la identificación de una instalación de aterrizaje, ayuda de navegación, estación meteorológica o instalación de control de tráfico aéreo tripulado.
La Administración Federal de Aviación asigna para los Estados Unidos y sus jurisdicciones, identificadores de tres letras (excepto aquellos que comienzan con las letras N, W, Y y Z), identificadores de tres y cuatro caracteres y códigos de nombre de cinco letras.
El Departamento de la Armada asigna para los Estados Unidos y sus jurisdicciones, identificadores de tres letras que comienzan con N para las ubicaciones bajo su administración, la Comisión Federal de Comunicaciones asigna para los Estados Unidos y sus jurisdicciones, identificadores de tres letras que comienzan con K y W, para estaciones de radio y televisión.
La Transport Canada asigna para Canadá, identificadores de tres letras que comienzan con Y y Z, identificadores de tres y cuatro caracteres y códigos de nombre de cinco letras diseñados para combinarse con el sistema de identificación FAA descrito anteriormente.